# 욜 (영화)
《욜》(Yol)은 1982년 제작된 터키의 드라마 영화이다. 셰리프 괴렌과 이을마즈 귀네이가 감독을 맡았다. 영화 《의문의 실종》 1982 칸 영화제에서 황금종려상을 공동수상했다.